# Jacques Kerver
Jacques Kerver, célèbre dès  1535 et mort à Paris en 1583, est un libraire et imprimeur parisien, il fut parmi les échevins de la ville nommés en 1568.

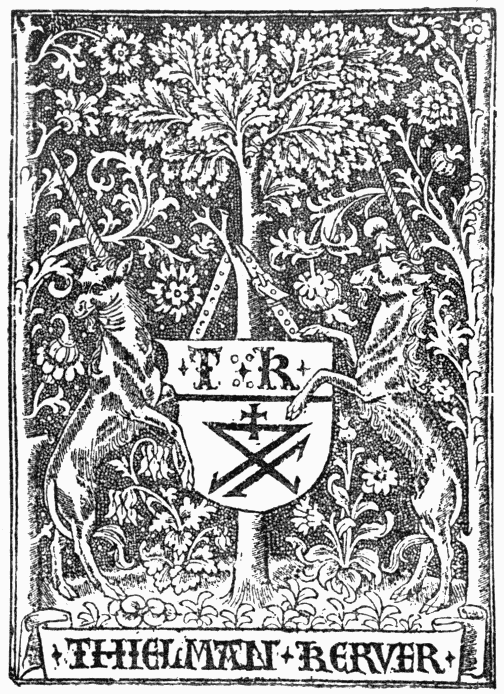
Marque de Thielman Kerver

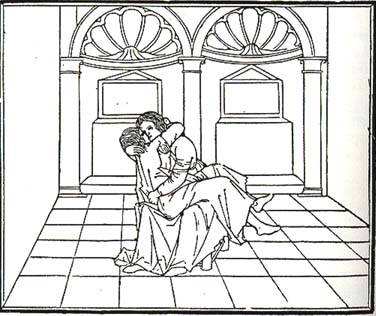
Une scène de Poliphile

## Biographie
Il est fils de Thielman Ier Kerver, seigneur de Mory, originaire de Coblence, installé à Paris en 1497 et mort 1522, qui fut libraire rue St Jacques à l'enseigne de la Claie de Fer, puis au Pont Saint Michel, à l'enseigne de la Licorne. Sa mère, Yolande Bonhomme fille de Pasquier Bonhomme (premier imprimeur en langue française qui avait imprimé en 1475  les Chroniques de France), reprend la librairie à son compte en 1522 à la mort de Thielman Ier. Il sera à son tour seigneur de Mory (l'actuel Mitry-Mory), exercera les fonctions de quartenier de Sainte-Geneviève (commandant de la milice bourgeoise) et surtout il sera le premier imprimeur à  être nommé échevin de Paris, le 16 août 1568. Célèbre dès 1535, frère de Jean Thielman II et Michel Kerver chanoine d'Auxerre, Jacques Kerver se marie à Guillemette de La Vigne, fille de l'imprimeur Jean Petit, puis, en secondes noces, à Blanche Marentin, dont il aura six enfants. Trois survivront : Jacques contrôleur des finances de la ville de Paris, marié à Jeanne Daverdoing. Jean contrôleur général des finances de Picardie, époux d'Anne Hervy et  Geneviève femme de Jacques Huot, secrétaire du Roi. Ainsi aucun d'entre eux ne sera imprimeur. Il reprend l'entreprise familiale en 1557 après la mort de sa mère (1556).
Il conserve pour marque particulière la licorne paternelle (quelquefois deux coqs, marque de Louis Blaubloom alias Loys Cyaneus) et prend pour devise ces paroles tirées du Psalmiste : Dilectus quemadmodum filius unicornium, Psalmo xxviii. 
Son fils Jacques fut écuyer et sieur de Mory.

## Principales publications
On lui doit l'impression du songe de Poliphile dans sa traduction par  Jean Martin  sous la direction de Jacques Gohory(éditions en ligne sur le site "Architectura" du Centre d'études supérieures de la Renaissance à Tours).
Jacques Kerver  obtint en 1582 (non sans difficulté et ruses) le privilège d'impression de la bulle Inter gravissimas qui marquait la volonté d'imposer à l'Europe le calendrier Grégorien. Jacques Kerver fut le premier à revendiquer en France le privilège d'impressions religieuses (le 13 avril 1572). Après sa mort, le privilège d'impression de la bulle inter gravissimas fut continué à sa veuve, et jusqu'en 1595, à Sébastien Nivelle, Michel Sonnius, Thomas Brumen et Guillaume de la Noue, membres de la première compagnie des usages.
Les lettrines mêmes de la première impression de la bulle papale furent repris en 1600 par Jamet Mettayer (autre membre fondateur de la compagnie des usages) dans son impression du calendrier alternatif de François Viète.
En 1556, il publia également trois livres de pronostics de Nostradamus :  L'Almanach pour l'an 1557, les Présages merveilleux pour l'an 1557, et La Grande Pronostication pour l'an 1557.

## Autres éditions
Avec sa mère, veuve Thielmann :
- 1539 Firmini Repertorium de mutatione aeris : tam via astrologica, quam metheorologica de Firminus.
- 1540 Catalogus annorum et principum geminus ab homine condito, vsque in praesentem, à nato Christo, millesimum quingentesimum & quadragesimum annum deductus & continuatus de Valerius Anselmus Ryd.
- La même année : Alkindus De temporum mutationibus, siue De imbribus : nunquam antea excussus d'après al-Kindī.
- 1544 Breviarium secundùm veram et intégram preclare Ecclesie Parisiensis consuetudinem Parisiis, exofficinâ librariâ vidue spectabilis viri Thielmanni
- 1545 Gulielmi Philandri Castilionii in decem libros M. Vitruvii Pollionis de Architectura Annotationes. Ad Françiscum Valesium regem christianissimum. Cum Indi-cibus Graeco & Latino locupletissimis. Paris, ex officina M. Fezandat, 1545; Gulielmi Philandri Castilionii in decem libros M. Vitruvii Pollionis de Architectura Annotationes. Ad Françiscum. Valesium regem christianissimum. Cum Indicibus Graeco & Latino locupletissimis. Paris, Apud Iacobum Kerver, 1545 .
- 1547 Les ephemerides perpetuelles de l'air: autreme[n]t l'astrologie des rustiques: donnant un chacun jour par signes très familiers, vraie et asseurée cognoissance de toutz changementz de te[m]ps, en quelque pays et contrée qu'on soit de Antonio Mizauld.
- La même année et 1551 Horou Apollōnos Neilōou Hieroglyphika = Ori Apollonis Niliaci, De sacris notis & sculpturis libri duo : vbi ad fidem vetusti codicis manu scripti restituta sunt loca permulta, corrupta ante ac deplorata  d'Horapollo.
- 1549 De nobilitate et jure primigeniorum, par André Tiraqueau

- 1551 Les Douze livres des choses rustiques de Columelle. Traduicts de Latin en François, par feu maistre Claude Cottereau Chanoine de Paris. La traduction duquel ha esté soingneusement reveue & en la plupart corrigée, & illustrée de doctes annotations par maistre Jean Thierry de Beauvoisis ; l’un des premiers traités d’agriculture pratique.
- 1555 Divi Thomae Aquinatis Commentarii quos absolvit incertus auctor in duos Aristotelis libros de Generatione et corruptione, cum duplici textus interpretatione, una quidem Francisci Vatabli, altera vero antiqua, recogniti ab Antonio Demochare Ressoneo et illustrati quibus accessit... libellus Aristotelis, qui inscribitur de Coloribus

À titre propre :
- 1561 : Trithème (Jean). Polygraphie et universelle         escriture cabalistique. Traduicte par Gabriel de Collange. Clavicule et interpretation sur le contenu és 5         livres de polygraphie…. Tables et figures         planisphèriques, extensives & dilatatives des         rectes & averses, servant à l'universelle         intelligence, de toutes escritures, tant metathesiques,         transpositives, mythologiques, numerales, anomales, que         orchemales.
- 1561 Jacobi Fabri de sacro-sancto Missœ sacrificio adversùs impium Missœ
- 1562  Le Galatée ou la manière et façon comme le gentilhomme se doit gouverner en compagnie, trad. par Jean du Peyrat.

- 1563 Recueil des derniers propos que dit et teint feu très illustre prince messire François de Lorraine duc de Guyse... prononcez par lui peu devant son trespas à Madame la Duchesse sa femme, Monsieur son filz, Messieurs les Cardinaulx ses frères, et à plusieurs assistons à l'heure de son trespas. L'œuvre s'achève par une oraison à Dieu et une Déploration en 35 vers latins[10]
- La même année, une seconde édition sous le titre « Lettre de L'évesque de Riez au Roy, contenant les actions et propos de Monsieur de Guyse, depuis sa blessure, jusques à son trespas ».

- 1567 Décisions Notables De Feu Messire Gilles Le Maistre, Chevalier & Premier Président En La Cour De Parlement De Paris Décisions Notables De Feu Messire Gilles Le Maistre, Chevalier

- 1568 Préparation du manuscrit (non publié[11])des dessins du Livre de Fortune (appartenant à l'Institut et publié en 1883 par M. L. Lalanne) avec la mention : de la main de Jehan Cousin[12]
- 1568 L'histoire d'Italie de messire François Guicciardin gentilhomme Florentin (de Francesco Guicciardini).
- 1575 Les figures et portraicts des parties du corps humain. de Charles Estienne (1504-1564)[13]
- 1581 Les Heures de Chartres (imprimés par Jean Le Blanc).

- La même année : Gallicae linguae institutio : latino sermone par Jean Pillot.
- 1583 Stimulus divini amoris sancti Bonaventurae

## Sources
1. ↑  Descendance de l'imprimeur Pasquier Bonhomme in  .Documents sur les Imprimeurs, Libraires ] ; page 22. publié  chez Slatkine
2. ↑  chez Slatkine : Documents sur les Imprimeurs, Libraires ; page 143.
3. ↑  Les liens de Kerver et de Cyaneus sont évoqués dans Imprimeurs & Libraires Parisiens, publié par la librairie Droz ; page 91
4. ↑  Edmond Werdet  : Histoire du livre en France depuis les temps page
5. ↑  chez Slatkine : .Documents sur les Imprimeurs, Libraires] ; page 22.
6. ↑  Francesco Colonna, J. G. Legrand : PA183&dq=J.+Martin+kerver+gohori&source=bl&ots=Vy16SCndou&sig=k5VR3iuuzVSGu68tBDongerufM8&hl=fr&ei=2nWsS82rPIPY4gajqeDkDw&sa=X&oi=book_result&ct=result&resnum=1&ved=0CAgQ6AEwAA#v=onepage&q=J.%20Martin%20kerver%20gohori&f=false Songe de Poliphile
7. ↑  Bibliothèque de l'École des chartes, Volumes 1-10  page 386.
8. ↑  Imprimeurs & Libraires Parisiens note page 22
9. ↑  Marie-Clotilde Hubert : Construire le temps: normes et usages chronologiques du Moyen Âge à l'époque ; page 412
10. ↑  Babelon, Jean-Pierre : Les derniers moments du duc François de Guise. d'après un manuscrit de Lancelot de Carle (février 1563)  in Comptes-rendus des séances de l'Académie des inscriptions et belles-lettres  ; Année   1987   ; volume   131 page 600
11. ↑  Le dessin dans les collections de l'Institut
12. ↑   Roy, Maurice Les deux Jehan Cousin (1490-1560 - 1522-1594)  in   Comptes-rendus des séances de l'année... - Académie des inscriptions et belles-lettres  ;  Année   1909  ; Volume   53 ;  Numéro   1 ;  p. 102-107
13. ↑  Vente chez Christies